# Костаки Хаджипаков
Костаки хаджи Паков, е български революционер, писар и знаменосец в четата на Филип Тотю.
Един от най-изявените плевенски революционери от четническия период на националноосвободителното движение.

## Биография
Роден е през 1845 г. в Плевен, произхожда от заможния плевенски род хаджи Пакови. Баща му е Атанас х. Паков, търговец на колониални стоки и собственик на недвижими имоти, през 1836 г. се жени за Елена Славова от Търново.
Костаки има петима братя и три сестри, един от братята му – Иван Ат. х. Паков (1838 – 1877), е учител и първия секретар на плевенския Революционен комитет. Техен първи братовчед е ген. Христо Паков.
Семейството на Костаки го изпраща в Гюргево, където е учител и търговец.

## Бунтовна дейност
След призива на Раковски за организиране и изпращане на бунтовни чети в Българско, Костаки решително изоставя мирните си занимания и с присъщия си ентусиазъм се включва в революционната борба.
При срещата му с Филип Тотю и след неуспешните опити на войводата да го разубеди, Костаки е избран за писар на четата. Става един от най-близките помощници на войводата.
Костаки е между 12-те останали живи четници, с които Филип Тотю пробива кордона на турската потеря в боя при с. Върбовка, Севлиевско. Ранен, три дни преживява в гората, намира го местен, който впоследствие го издава на турските власти в Килифарево. От там е отведен първо в Свищов, после в Русе. Осъден е на смърт чрез обесване.
Захари Стоянов:
„Костаки беше гиздав и развит човек. Когато го подкараха по русчушките улици, за да го обесят, дори турците жалеха“, заявява летописецът.
Никола Обретенов гледа как духовният водач на филиптотювци тръгва към примката и допълва образа му:
“Костаки беше красив млад момък с черна брада. Беше бодър, смело се качи на бурето, метна въжето на врата си и увисна.
На 11 юли 1867 г., Костаки х. Паков, 22-годишен е обесен в Русе, погребан е от баба Тонка.